# Luksemburg na Letnich Igrzyskach Olimpijskich 1956
Luksemburg na Letnich Igrzyskach Olimpijskich 1956, reprezentowało 11 sportowców. Żaden z zawodników nie zdobył medalu na tej olimpiadzie.

## Zawodnicy
- Josy Barthel - Lekkoatletyka
- Frédéric Hammer - Lekkoatletyka
- Gerard Rasquin - Lekkoatletyka
- Emile Gretsch - Szermierka
- Jean Fernand Leischen - Szermierka
- Édouard Schmit - Szermierka
- Roger Theisen - Szermierka
- Édouard Schmit, Emile Gretsch, Jean Fernand Leischen, Roger Theisen - Szermierka
- Annette Krier - Gimnastyka
- Joseph Stoffel - Gimnastyka
- Gaston Dumont - Kolarstwo
- René Kohn - Pływanie